# Christian Neidhart
Christian Neidhart (* 1. Oktober 1968 in Braunschweig) ist ein deutscher Fußballtrainer und ehemaliger -spieler.

## Karriere

### Als Spieler
Neidhart spielte zunächst für Eintracht Braunschweig. 1988 spielte er für ein halbes Jahr für Wacker 04 Berlin. Anschließend wechselte er zum VfL Osnabrück, wo er zwei Saisons lang Stammspieler war. Im Winter 1990/91 wurde er an den FC Sachsen Leipzig ausgeliehen. Von 1993 bis 2005 spielte er meist für verschiedene Teams in unterklassigen Ligen. Von Januar bis April 1998 spielte er in China für die Chengdu Blades.

### Als Trainer und Funktionär
Neidhart war zunächst Co-Trainer beim VfB Oldenburg und beim BV Cloppenburg. Im Sommer 2010 wurde er Co-Trainer beim SV Wilhelmshaven. Als Wolfgang Steinbach im Sommer 2011 aus gesundheitlichen Gründen vom Cheftrainerposten zurücktrat, wurde Neidhart zum Cheftrainer befördert.
Zur Saison 2013/14 wechselte Neidhart als sportlicher Leiter zum SV Meppen und wurde Nachfolger von Rainer Persike. Nach der Trennung von Cheftrainer Heiko Flottmann übernahm er im Mai 2013 für die folgende Saison zusätzlich das Traineramt beim SV Meppen. Der Verein verlängerte seinen Vertrag am 18. Dezember 2016 um zwei Jahre, das heißt vorläufig bis 2019.
Neidhart absolvierte nach dem Aufstieg des SV Meppen als Nordmeister in die 3. Liga im Sommer 2017 die Fußballlehrerausbildung an der Hennes-Weisweiler-Akademie in Hennef und erhielt am 19. März 2018 in Gravenbruch die UEFA Pro Lizenz.
Nach sieben Jahren in Meppen wurde der Niedersachse zur Saison 2020/21 Nachfolger von Christian Titz als Cheftrainer des Regionalligisten Rot-Weiss Essen. Nachdem Essen im Aufstiegsrennen von Preußen Münster überholt worden und im Niederrheinpokal im Halbfinale mit 1:3 gegen den Wuppertaler SV ausgeschieden war, trennte sich der Verein am 5. Mai 2022 von Neidhart.
In der Saison 2022/23 übernahm Neidhart den Drittligisten SV Waldhof Mannheim als Nachfolger von Patrick Glöckner bis zum Saisonende. Zur Saison 2023/24 verpflichtete ihn der Regionalligist Kickers Offenbach.

## Erfolge

### Als Trainer
SV Meppen
- Meister der Regionalliga Nord und Aufstieg in die 3. Liga: 2017

## Familie
Neidharts Sohn Nico, derzeit beim Drittligisten Hansa Rostock unter Vertrag, ist ebenfalls Profifußballspieler.